# NGC 6861D
NGC 6861D је елиптична галаксија у сазвежђу Телескоп која се налази на NGC листи објеката дубоког неба.
Деклинација објекта је - 48° 12' 43" а ректасцензија 20h 8m 19,3s. Привидна величина (магнитуда) објекта NGC 6861 износи 12,5 а фотографска магнитуда 13,5. NGC 6861D је још познат и под ознакама ESO 233-34, PGC 64153.